# Lake Luna
Der Lake Luna ist ein See im Queenstown-Lakes District der Region Otago auf der Südinsel von Neuseeland.

## Geographie
Der rund 36 Hektar große und auf einer Höhe von 810 m liegende Lake Luna befindet sich 14 km nordwestlich von Queenstown in den Richardson Mountains. Bei einer Längenausdehnung von 1,93 km erstreckt sich der See in einer Nord-Süd-Ausrichtung und verfügt über eine maximale Breite von rund 310 m. Der Seeumfang beträgt rund 4,2 km und die maximale Seetiefe wurde 1938 mit 37,2 m gemessen.
Gespeist wird der Lake Luna von einigen kleinen Gebirgsbächen und entwässert nach Norden über den Luna Creek.

## Erdrutsch
Ein Erdrutsch von einer Fläche von ca. 8 km² hatte einst den südlichen Teil des Sees verengt und könnte möglicherweise den Abfluss nach Süden in den Simpson Creek or Twenty Five Mile Creek verhindert und dadurch den Abfluss nach Norden verursacht haben. Auch der kleine südlich liegende See, Dukes Tarn genannt, könnte durch die Abtrennung entstanden sein.

## Wanderweg
Zu erreichen ist der Lake Luna lediglich über eine rund 9 km lange Schotterstraße, die nach weiteren rund 2,8 km zu einer kleinen Übernachtungshütte am nordwestlichen Rand des Sees führt.